# José Antonio Álvarez Álvarez
José Antonio Álvarez Álvarez (Quintana de Fuseros, León, 2 de enero de 1960) es un economista español, fue consejero delegado del Banco Santander desde 2015 hasta 2022. En 2014 fue elegido por Forbes como uno de los mejores directivos del Ibex 35, llegando a alcanzar el puesto 27º.Actualmente es vicepresidente no ejecutivo del Banco Santander. 

## Biografía
Nacido en Quintana de Fuseros (León) en 1960, es licenciado en Ciencias Económicas y Empresariales por la Universidad de Santiago de Compostela y MBA por la Universidad de Chicago en 1984. Está casado y tiene dos hijos.

## Trayectoria
José Antonio Álvarez es un ejecutivo y analista con reconocida experiencia y capacidad de liderazgo. Inició su trayectoria laboral en 1984 en el Instituto Nacional de Industria (INI), a las órdenes de Josep Oliu, entonces jefe de la oficina de Planificación. En 1989 pasó al Banco de Crédito Industrial, entidad que entonces formaba parte de Argentaria, un banco público que agrupaba la antigua Caja Postal y otras entidades bancarias pertenecientes al Estado. Entre 1999 y 2002, fue director de gestión financiera de BBVA. Se incorporó al Banco Santander en 2002, donde ocupó diversos cargos de alta dirección, tanto en el propio banco como en otras entidades del grupo, siendo el máximo responsable de relaciones con inversores, en una entidad que cuenta con 3,2 millones de accionistas. Asimismo, ha sido consejero de Bolsas y Mercados Españoles (BME).

## Consejero delegado del Banco Santander

Logotipo del Banco Santander

Fue nombrado consejero delegado (número dos) del Santander el 25 de noviembre de 2014, en sustitución de Javier Marín Romano. El nombramiento fue inesperado, aunque ya había sido barajado en la reestructuración de la cúpula del banco de 2012, y fue interpretado como un golpe de autoridad de Ana Botín, tres meses después de acceder a la presidencia del grupo. Los medios apuntaron a la falta de sintonía entre Botín y Marín, así como a la búsqueda por parte de Ana Botín de un perfil más financiero para el consejero delegado o a la necesidad de marcar claramente el cambio de etapa.
En abril de 2015, el directivo instó al Gobierno a luchar contra el desempleo en España, que casi alcanzaba la cifra del 24% de la población activa en esa fecha, la cual tildó de inaceptable. Álvarez dijo que, a pesar de la "muy buena dinámica" de la macroeconomía española, estos resultados no se estaban reflejando en el bienestar de los ciudadanos, a pesar de que la economía española estuviera creciendo a mayor ritmo que la de la Unión Europea.
En junio de 2015, Álvarez junto a Ana Botín finalizaron el proceso de reducción de la estructura corporativa y de alta dirección del banco.
En octubre de 2015, el banco Santander anunció que procedería a cobrar una comisión de dos euros a clientes de otras entidades que retirasen dinero en los cajeros del Santander. José Antonio Álvarez reconoció que se trataba de una estrategia para captar clientes. En diciembre, Álvarez se quejó de los altos impuestos de la banca y de la nueva competencia financiera: Lending Club y las start ups de base tecnológica que ofrecen servicios financieros, las conocidas como Fintech. En dicho mes afirmó que los clientes bancarios se han acostumbrado a no pagar por servicios que no son gratis.
José Antonio Álvarez aseguró en el transcurso del XXIII Encuentro del sector financiero en Madrid, organizado por Deloitte, Sociedad de Tasación y Diario ABC, que solo en España y Portugal, que representan el 25% del negocio del grupo, afectan los tipos de interés negativos, porque en el resto de Europa se centran principalmente en banca de consumo, que difiere en absoluto de esas tasas negativas.
Su remuneración para el año 2021 asciende a casi 10 millones de euros.
En el año 2022 deja el cargo de Consejero Delegado y pasa a ser vicepresidente no ejecutivo del Consejo de Administración del Banco Santander.

### Tasas a los cajeros automáticos
En octubre de 2016, Álvarez criticó la imposición de una tasa en Madrid para los cajeros en las fachadas de los edificios y afirmó que no repercutiría en el cliente del municipio.